# Йоханес Урцидил
Йоханес Урцидил (на немски: Johannes Urzidil) е чешки писател и публицист последоватено в Австро-Унгария, Чехословакия и САЩ.
Автор и на романи, разкази, стихотворения, биографии и есета. Пише на немски и чешки. Сътрудничи на германски издания, преводач е в германската дипломация.
Член е на масонската ложа Harmonie от 1923 г. Става майстор (1925) и столичен майстор (1937) в масонството. Ложата е закрита през 1938 г.

## Биография
Йоханес Урцидил е роден през 1896 г. в Прага, тогава в Австро-Унгария.
Още през ученическите си години под псевдоним публикува през 1913 г. първите си стихотворения в излизащия на немски всекидневник „Прагер тагблат“. Сприятелява се с немскоезични писатели като Макс Брод, Франц Кафка и Франц Верфел и става редовен посетител на „Café Arco“ – средище на литературния „Пражки кръг“. Също така близко приятелство го свързва с чешки писатели и художници като Петър Безруч и с братята Йозеф и Карел Чапек.
От 1914 до 1918 г. – времето на Първата световна война – Урцидил следва германистика, славистика и история на изкуството в Немския унверситет в Прага (с кратко прекъсване поради военна служба през 1916 г.)
След края на войната става преводач в немското генерално консулство в Прага. От 1918 г. до 1939 г. е кореспондент на „Прагер тагблат“, а след 1921 г. сътрудничи на „Берлинел бьорзен курир“ и на пражкото издание „Бохемия“.
През 1919 г. в прочутата експресионистична поредица „Страшният съд“ на издателство „Курт Волф“ в Лайпциг излиза първата стихосбирка на Йоханес Урцидил „Падението на прокълнатите“ („Sturz der Verdammten“).
По времето на Първата чехословашка република наред с литературни текстове Урцидил публикува многобройни статии по въпроси на литературата, изкуството, историята и актуалната толитика. През 1930 г. излиза стихосбирката му „Гласът“ („Die Stimme“), а през 1932 г. – първата версия на обемистта му монография „Гьоте в Бохемия“ („Goethe in Böhmen“), чието второ преработено и разширено издание излиза през 1962 г.
След като през 1933 г. на власт в Германия идва Хитлер, Урцидил като т.нар. „неариец“ е уволнен от дипломатическа служба за Третия Райх, преустановена е и дейността му като кореспондент за немски медии.
През юни 1939 г., 3 месеца след навлизането на германските войски в Прага, Урцидил успява да се изплъзне от нацистките Нюрнбергски закони и да избяга със съпругата си еврейка в Италия, а оттам в Англия.
През 1941 г. се преселва в САЩ, където при мизерни условия живее в Ню Йорк. След войната Урцидил работи за австрийския отдел на радиостанцията „Гласът на Америка“ от 1951 г.
Успява да публикува 2 свои книги едва през 1955 г. Наред с това пише многобройни статии и есета, често за Бохемия или за писатели, които са му близки, като Гьоте, Щифтер, Кафка, но също Хенри Дейвид Торо и Уолт Уитман.
За литературния му успех допринасят и редовни лекционни пътувания. При такова пътуване умира в Рим през 1970 г.

## Награди и отличия
- 1957: Charles-Veillon-Preis
- 1958: Korrespondierenden Mitglied des Adalbert-Stifter-Instituts des Landes Oberösterreich in Linz
- 1961: Verleihung des Berufstitels Professor
- 1962: Korrespondierendes Mitglied der Deutschen Akademie für Sprache und Dichtung in Darmstadt
- 1964: „Голяма австрийска държавна награда за литература“
- 1964: Literaturpreis der Stadt Köln
- 1966: „Награда Андреас Грифиус“